# Rand McNally
La Rand McNally è una casa editrice degli Stati Uniti con sede a Chicago celebre per le sue carte stradali e i suoi atlanti.

## Storia

### Gli inizi

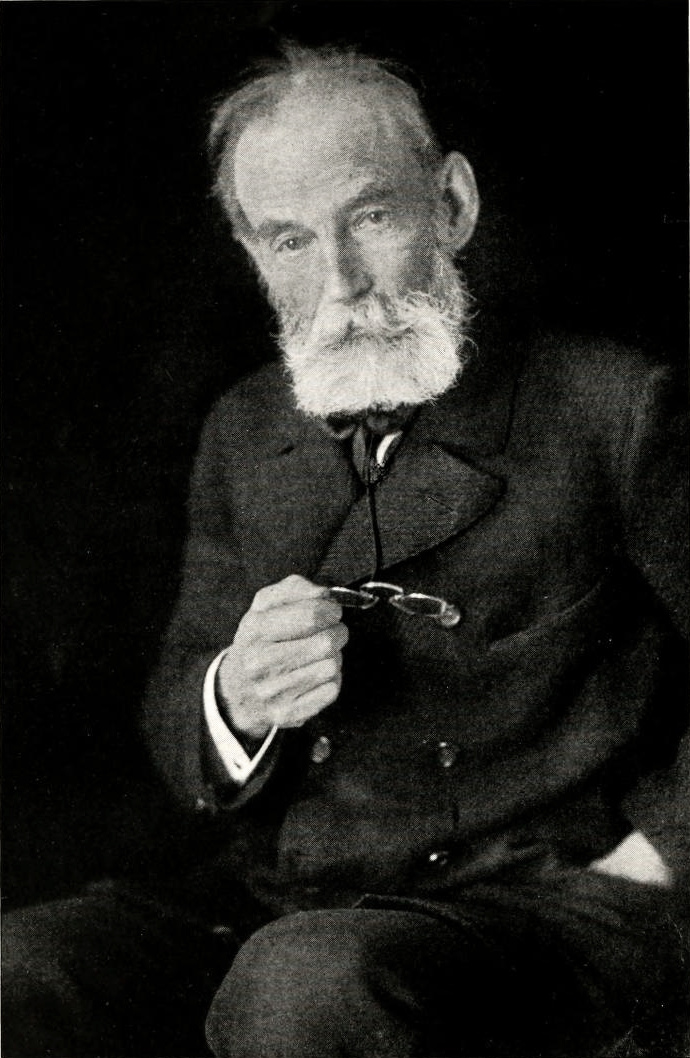
William Henry Rand (1828-1915)

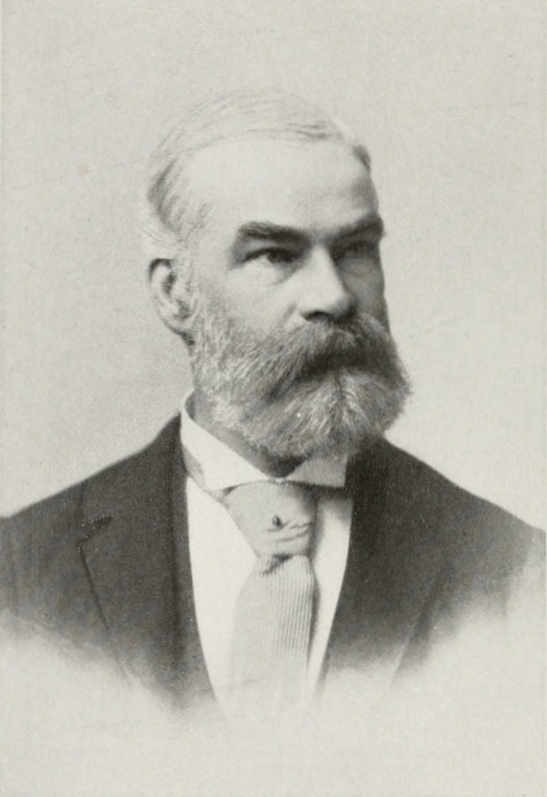
Andrew McNally (1836-1904)

Nel 1856, William Henry Rand aprì una tipografia a Chicago e due anni dopo assunse un immigrato irlandese appena arrivato, Andrew McNally, per lavorare nel suo negozio. 
Il negozio fece grandi affari con il quotidiano Chicago Tribune (fondato nel 1847) e nel 1859 Rand e McNally furono assunti per gestire l'intera operazione di stampa del giornale. 
Nel 1868, i due uomini, insieme al nipote di Rand, George Amos Poole, fondarono la Rand McNally & Co. e acquistarono la tipografia del Tribune. La società inizialmente si concentrò sulla stampa di biglietti e orari per il fiorente settore ferroviario di Chicago e l'anno successivo integrò tale attività pubblicando guide ferroviarie complete. Nel 1870, l'azienda si espanse con la stampa di elenchi aziendali e un giornale illustrato, il People's Weekly. Secondo la tradizione dell'azienda, durante il Grande incendio di Chicago nel 1871, Rand McNally fece seppellire rapidamente due delle macchine da stampa dell'azienda in una spiaggia sabbiosa del Lago Michigan, e l'azienda riprese a funzionare solo pochi giorni dopo.
La prima mappa della Rand McNally, creata utilizzando un nuovo metodo di incisione a cera a basso costo, apparve nell'edizione di dicembre 1872 della sua Railroad Guide.
La Rand McNally pubblicò la sua prima mappa stradale, la New Automobile Road Map of New York City & Vicinity, nel 1904. Nel 1910, la società acquisì la linea di Photo-Auto Guides di GS Chapin che fornì le fotografie dei percorsi stradali con i relativi incroci con indicazioni.

### Epoca recente
Nel 1963, su richiesta della Rand McNally, il geografo Arthur H. Robinson creò la proiezione che porta il suo nome.

## L'Atlante stradale
L'Atlante stradale Rand McNally fu pubblicato per la prima volta nel 1924, inizialmente con il titolo "Rand McNally Auto Chum", poi come "Auto Road Atlas of the United States". Dal 1926 furono aggiunte anche le mappe stradali delle province del Canada, di conseguenza fu distribuito come "Rand McNally North American Road Atlas".
Il "The Rand McNally", come fu presto chiamato comunemente, divenne rapidamente l'atlante automobilistico più venduto negli Stati Uniti e il "prodotto di punta" dell'editore.
Il nome del prodotto era sinonimo del produttore e fece conoscere l'editore a livello nazionale. Con l'accelerazione della motorizzazione negli USA a partire dagli anni '50, "Rand McNally" divenne più o meno sinonimo di "Atlante stradale".
Il Rand McNally viene aggiornato ogni anno. La 94ª edizione (2017) include un totale di 390 carte. La dimensione della pagina dell'edizione standard è 27,5 cm × 38,1 cm; ci sono anche edizioni in formati più grandi e più piccoli. Dal 2000, l'editore offre anche il Rand McNally Road Atlas in versione digitale.

## Assetto proprietario
La Rand McNally è sempre stata una società privata, con azioni detenute da pochissimi soggetti e poco scambiate.
Quando Rand si ritirò nel 1899, vendette le sue azioni della società a McNally e agli altri dirigenti della società. La famiglia McNally è stata la proprietaria della maggioranza del pacchetto azionario per quasi 100 anni, dal 1899 al 1997.
Dopo vari successivi passaggi di proprietà, la società appartiene dal 2020 a Teleo Capital.